# Törnflugsnappare
Törnflugsnappare (Bradornis microrhynchus) är en fågel i familjen flugsnappare inom ordningen tättingar.

## Utseende och läte
Törnflugsnapparen är en mycket enfärgad gråbrun flugsnappare. Den har distinkta streck på hjässan och smutsgrå undersida. Andra flugsnappare i dess utbredningsområde saknar streckad hjässa, utom grå flugsnappare som dessutom är streckad på bröstad. Lätena är dämpade och gnissliga.

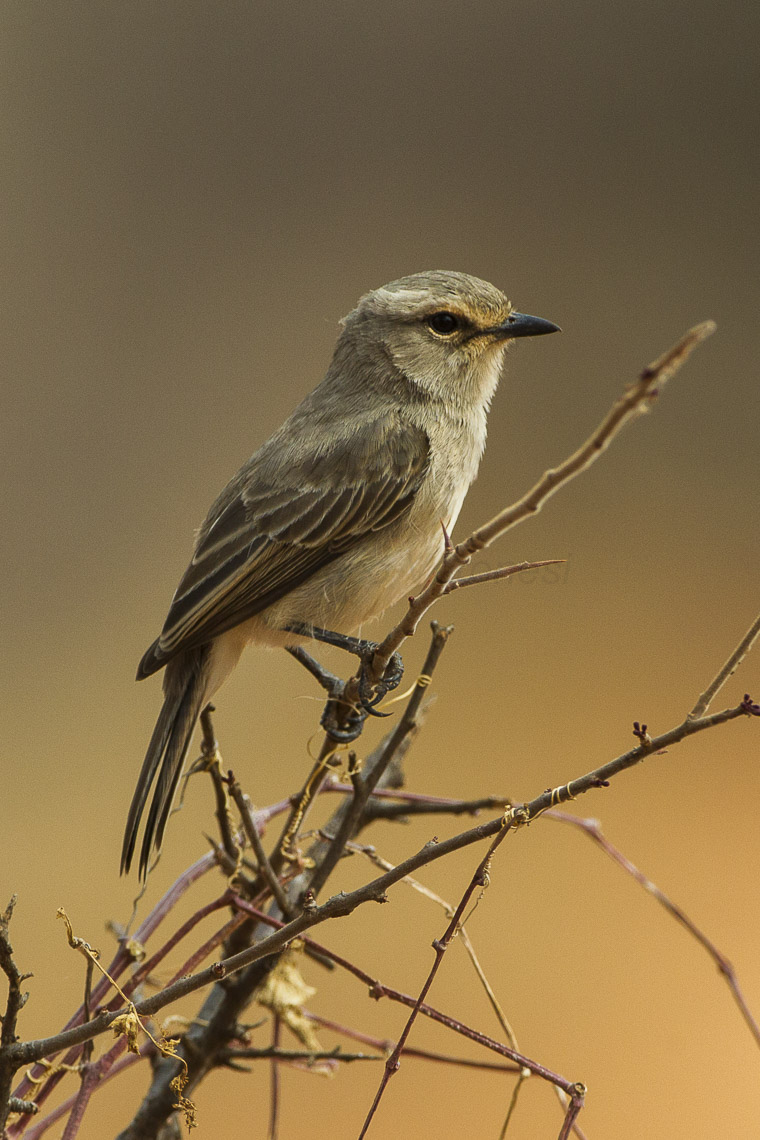

## Utbredning och systematik
Törnflugsnappare delas in i fem underarter i två grupper med följande utbredning:
- Bradornis microrhynchus pumilus – centrala Etiopien till norra Somalia
- microrhynchus-gruppen
  - Bradornis microrhynchus neumanni – sydöstra Sydsudan, södra Etiopien, centrala och södra Somalia, norra Kenya och norra Uganda
  - Bradornis microrhynchus burae – från östra Kenya till sydöstra Somalia
  - Bradornis microrhynchus microrhynchus – sydvästra Kenya till västra Tanzania och nordöstra Zambia
  - Bradornis microrhynchus taruensis – sydöstra Kenya

Underarten pumilus har ibland kategoriserats som god art.

## Levnadssätt
Törnflugsnapparen hittas i torr savann och skogslandskap. Där ses den i par eller smågrupper, ofta på exponerade sittplatser.

## Status
Arten har ett stort utbredningsområde och beståndet anses stabilt. Internationella naturvårdsunionen IUCN listar den därför som livskraftig (LC).